# Rogacze (obwód brzeski)
Rogacze (biał. Рагачы, Rahaczy; ros. Рогачи, Rogaczi) – wieś na Białorusi, w obwodzie brzeskim, w rejonie bereskim, w sielsowiecie Sielec, nad Jasiołdą i przy Rezerwacie Biologicznym „Busłouka”.

## Historia
W dwudziestoleciu międzywojennym leżały w Polsce, w województwie poleskim, w powiecie prużańskim, do 22 stycznia 1926 w gminie Noski, następnie w gminie Sielec. W 1921 miejscowość liczyła 127 mieszkańców, zamieszkałych w 23 budynkach, wyłącznie Polaków. 75 mieszkańców było wyznania rzymskokatolickiego i 52 prawosławnego.
Po II wojnie światowej w granicach Związku Sowieckiego. Od 1991 w niepodległej Białorusi.